# Marsdenia tenacissima
Marsdenia tenacissima är en oleanderväxtart som först beskrevs av William Roxburgh, och fick sitt nu gällande namn av Alexander Moon. Marsdenia tenacissima ingår i släktet Marsdenia och familjen oleanderväxter. Inga underarter finns listade i Catalogue of Life.